# マングローブ (アニメ制作会社)
株式会社マングローブ（英: manglobe INC.）は、かつて存在した日本のアニメ制作会社。

## 概要・沿革
2002年2月、サンライズでプロデューサーを務めた小林真一郎や河内山隆らによって設立され、2004年制作の『サムライチャンプルー』より元請制作を開始した。
2009年頃までは『サムライチャンプルー』や『Ergo Proxy』などのオリジナル作品の制作を主としつつ、『戦国BASARA』などといったゲームのムービーパート制作や他社からのグロス請けも行っていた。
2010年以降は『週刊少年サンデー』原作作品のアニメ化など、原作付き作品を中心にアニメ制作を行った。
制作費などの負担が経営を圧迫、債務超過が続き、債務整理のあり方が検討されていたが、事業の継続が困難に至ったと判断され、2015年9月29日付けで事業を停止した。同年11月4日、東京地方裁判所から破産手続開始の決定を受けた。負債総額は債権者237名に対して5億4450万円。
この事は破産前に制作していた作品にも波及しており、『GANGSTA.』のBlu-ray発売の中断や、『虐殺器官』の一時制作中断と公開延期といった影響を与える事になった。『虐殺器官』の制作は新たに設立されたジェノスタジオに移行され、一部のスタッフも移籍している。
2016年9月1日に法人格が消滅した。

## 作品履歴

### テレビアニメ
| 開始年 | 放送期間         | タイトル                                   | 監督       | アニメーション プロデューサー |
| ------ | ---------------- | ------------------------------------------ | ---------- | ----------------------------- |
| 2004年 | 5月 - 9月        | サムライチャンプルー                       | 渡辺信一郎 | 河内山隆                      |
| 2006年 | 2月 - 8月        | Ergo Proxy                                 | 村瀬修功   | 河内山隆                      |
| 2008年 | 10月 - 2009年3月 | ミチコとハッチン                           | 山本沙代   | 小林真一郎 河内山隆           |
| 2009年 | 10月 - 12月      | 聖剣の刀鍛冶                               | 日高政光   | 河内山隆 工藤博               |
| 2010年 | 4月 - 7月        | さらい屋 五葉                              | 望月智充   | 河内山隆                      |
| 2010年 | 10月 - 12月      | 神のみぞ知るセカイ                         | 高柳滋仁   | 河内山隆 工藤博               |
| 2011年 | 4月 - 6月        | 神のみぞ知るセカイII                       | 高柳滋仁   | 河内山隆 工藤博               |
| 2011年 | 4月 - 7月        | デッドマン・ワンダーランド                 | 初見浩一   | 河内山隆                      |
| 2011年 | 10月 - 12月      | ましろ色シンフォニー                       | 菅沼栄治   | 河内山隆 工藤博               |
| 2012年 | 10月 - 12月      | ハヤテのごとく! CAN'T TAKE MY EYES OFF YOU | 工藤昌史   | 河内山隆 石田健二郎           |
| 2013年 | 1月 - 3月        | THE UNLIMITED 兵部京介                     | 五十嵐紫樟 | 河内山隆 富永禎彦             |
| 2013年 | 4月 - 7月        | ハヤテのごとく! Cuties                     | 工藤昌史   | 河内山隆 石田健二郎           |
| 2013年 | 4月 - 6月        | カーニヴァル                               | 菅沼栄治   | 工藤博                        |
| 2013年 | 7月 - 9月        | 神のみぞ知るセカイ 女神篇                  | 大脊戸聡   | 河内山隆 工藤博               |
| 2013年 | 10月 - 2014年3月 | サムライフラメンコ                         | 大森貴弘   | 河内山隆 石田健二郎           |
| 2015年 | 7月 - 9月        | GANGSTA.                                   | 村瀬修功   | 河内山隆 石田健二郎           |

### 劇場アニメ
| 公開年 | タイトル                                          | 監督     | アニメーション プロデューサー | 備考                                 |
| ------ | ------------------------------------------------- | -------- | ----------------------------- | ------------------------------------ |
| 2011年 | 劇場版 ハヤテのごとく! HEAVEN IS A PLACE ON EARTH | 小森秀人 | 小林真一郎 河内山隆           |                                      |
| 2017年 | 虐殺器官                                          | 村瀬修功 | 大高健生                      | 経営破綻後、ジェノスタジオが引き継ぎ |

### OVA
- 神のみぞ知るセカイシリーズ
  - 神のみぞ知るセカイ 4人とアイドル（2011年）
  - 神のみぞ知るセカイ 天理篇（2012年）
  - マジカル☆スター かのん100%（2013年）
- ハヤテのごとく! vol.A・B（2014年）

### ゲーム
- 戦国BASARA（ムービーパート、2005年）

### 制作協力
- ローゼンメイデン トロイメント（制作元請：ノーマッド、オープニング制作、2005年）
- 天保異聞 妖奇士（制作元請：ボンズ、各話制作協力、2006年 - 2007年）
- スカルマン THE SKULL MAN （制作元請：ボンズ、各話制作協力、2007年）
- 天元突破グレンラガン（制作元請：ガイナックス、各話制作協力、2007年）
- ヒロイック・エイジ（制作元請：XEBEC、各話制作協力、2007年）
- BLUE DROP 〜天使達の戯曲〜（制作元請：ビースタック・旭プロダクション、各話制作協力、2007年）
- PandoraHearts（制作元請：XEBEC、各話制作協力、2009年）
- ブレイク ブレイド 第二章「訣別ノ路」（制作元請：Production I.G・XEBEC、制作協力、2010年）
- トリコ（制作元請：東映アニメーション、各話制作協力、2012年）
- スマイルプリキュア!（制作元請：東映アニメーション、各話制作協力、2012年）
- 夏雪ランデブー（制作元請：動画工房、各話制作協力、2012年）
- ドキドキ!プリキュア（制作元請：東映アニメーション、各話制作協力、2013年）
- 黒執事 Book of Circus（制作元請：A-1 Pictures、各話制作協力、2014年）

## 関連人物

### アニメーター・演出家
- 梅津茜
- 岡佳広
- 川村敏江
- 小森秀人
- さとう陽

- サトウ光敏
- 杉本幸子
- 曽我準
- 出合小都美
- 中澤一登

- 仁井学
- 平野絵美
- 北條直明
- 望月智充

### 制作
- 小林真一郎
- 河内山隆
- 工藤博
- 富永禎彦

- 大高健生
- 川越一信
- 稲垣亮祐
- 石田健二郎